# Emilio Pericoli
Emilio Pericoli (n. 7 ianuarie 1928, Cesenatico, Emilia-Romagna, Italia – d. 9 aprilie 2013, Savignano sul Rubicone, Emilia-Romagna, Italia) a fost un cântăreț italian.